# Candelù
Candelù (Candelù in veneto, AFI: [kaŋðeˈu])è una frazione del comune italiano di Maserada sul Piave, in provincia di Treviso.

## Geografia fisica
Si trova nella parte sudorientale del territorio comunale, non distante dalla riva destra del Piave.

## Storia
Secondo Carlo Agnoletti, il toponimo deriva da callis de luto "strada del pantano", alludendo alle paludi che caratterizzavano un tempo il paesaggio. Studi più recenti di Dante Olivieri lo credono un fitotoponimo derivato da canna che, in effetti, in dialetto trevigiano suona càndola.
La storia del paese è indissolubilmente legata al Piave e alle sue disastrose piene, alle quali solo nel Settecento la Serenissima riuscì a porre rimedio mediante delle poderose opere di arginatura.
Sin dal medioevo ebbe una certa importanza per la presenza di un traghetto che collegava le due sponde, soggetto alla podestà del vescovo di Treviso. Nel periodo veneziano fu sede di un porto fluviale legato alla fluitazione del legname che dai boschi dell'entroterra scendeva a Venezia; ne resta un ricordo nel toponimo Prà delle Barche, riferito a una località a ridosso del Piave.
Data la posizione lungo il fronte del Piave, durante la Grande guerra il paese fu evacuato e quindi raso al suolo dai combattimenti.

## Monumenti e luoghi d'interesse

### Chiesa parrocchiale
Di antiche origini, fu inizialmente cappella della pieve di Cavriè (1152), passando poi alla pieve di Negrisia (1330). Le comunicazioni tra la matrice e le sue filiali furono sempre difficoltose a causa dell'instabilità del fiume, che portava le dipendenze delle chiese ora alla sinistra e ora alla destra del suo corso. Sul finire del Quattrocento, dopo un periodo di unione con San Bartolomeo e Saletto di Piave, la chiesa di Candelù fu dichiarata parrocchia autonoma e affiliata alla più comoda pieve di Varago.
Il Piave provocò anche danni materiali, tanto che l'edificio fu più volte distrutto da piene e ricostruito in luoghi più sicuri (l'ultima, nel Cinquecento, su un terreno donato dai Priuli). Fu nuovamente raso al suolo durante la guerra.
L'attuale costruzione è un'opera neoromanica progettata da Brenno Del Giudice. Degna di nota la tela con i Santi Filippo e Giacomo e papa Benedetto XV di Umberto Martina (1927).